# Asia (novella)
Asia (Aся) è un racconto dello scrittore russo Ivan Turgenev, iniziato nel 1857, durante la permanenza dello scrittore in Germania, e pubblicato sulla rivista Sovremennik nel 1858. Tradotta Annouchka in francese dall'autore medesimo. La versione italiana ha lo stesso titolo, Annouchka, «Diminutivo d'Anna».

## Trama
Asia è una fanciulla che dichiara il suo amore al ragazzo di cui è innamorata, Gaspadin. Egli, però, colpito e spaventato dal primo passo della ragazza, fugge senza dire nulla come fa Evgenij Onegin, nell'omonima opera di Aleksandr Puškin.
Successivamente, Gaspadin, pentito della propria frettolosa reazione, torna dalla fanciulla per riconquistarla, ma lei è ormai scomparsa.

## Accoglienza
Quest'opera ottenne un successo strepitoso, ma anche un'aspra critica, poiché Gaspadin rappresenta un tipo sociale, l'uomo politico liberale, ed il liberalismo – dirà Černyševskij – porta alla demenza.